# Jean I Barraband
Jean Barraband (die Nebenbezeichnung „I“ dient der Unterscheidung von seinem gleichnamigen Sohn; * um 1650 in Nègrepelisse im Languedoc; † 1709 in Berlin) war ein hugenottischer Religionsflüchtling, der in Berlin als Tapissier wirkte.

## Leben
Jean I Barraband wurde um 1650 in Nègrepelisse im Languedoc geboren. Aufgewachsen ist er wohl in Aubusson. Dort hatte sein Vater Ysaak Barraband eine Tapisserie, die er gemeinsam mit seinem Cousin Jean Mercier betrieb. Nach der häuslichen Lehre zum Tapissier erhielt Barraband eine Ausbildung zum Maler in Paris. Die Lehrstelle beim Stillleben-Maler und Kunsthändler François Garnier hatte der Maler Claude Vignon vermittelt, dessen Bruder als protestantischer Pastor in Aubusson lebte.
Nach Aufhebung der Religionsfreiheit in Frankreich durch Ludwig XIV. mit dem Edikt von Fontainebleau im Jahr 1685 floh, mit vielen weiteren Tapissiers aus Aubusson auch Jean I Barraband. Er folgte dem Potsdamer Edikt des Großen Kurfürsten und ging 1686 nach Berlin.
Verheiratet war Barraband mit einer Schwester des Teppichwirkers Pierre I Mercier. Aus der Ehe bekannt sind der Sohn und Nachfolger Jean II Barraband und eine mit dem Parlamentsadvokaten aus Grenoble Guillaume Serres verheiratete Tochter. Die Serres wurden später durch ihre Tochter Guillaumine Henriette (* 1711, † 1795) Schwiegereltern des Magdeburger Réfugié-Nachkommen und Juweliers Moyse Garrigue (* 1708, † 1750). Im Personenverzeichnis der Französischen Kolonie zum 31. Dezember 1700 wird sowohl Barraband, als auch sein Schwager Mercier als Bewohner von Friedrichstadt genannt.
Jean I Barraband starb 1709 in Berlin.

## Wirken
Der Religionsflüchtling und Tapissier Pierre I Mercier aus Aubusson, der Schwager von Jean I Barraband, beantragte gleich nach seiner Ankunft in Brandenburg beim Großen Kurfürsten ein Patent zur Herstellung von Tapisserien. Er erhielt die Genehmigung am 7. November 1686 und gründete eine Manufaktur, die er gemeinsam mit seinem Schwager Jean I Barraband unter dem Namen „Mercier und Barraband“ betrieb. Der Herkunftsort der beiden Künstler, Aubusson, war wegen seiner Tapisserie-Manufakturen damals weltberühmt. Der Ursprung der Bildwirkerei reicht dort zurück bis ins 15. Jahrhundert. Zeitweise war Aubusson Lieferant des französischen Königshofes.

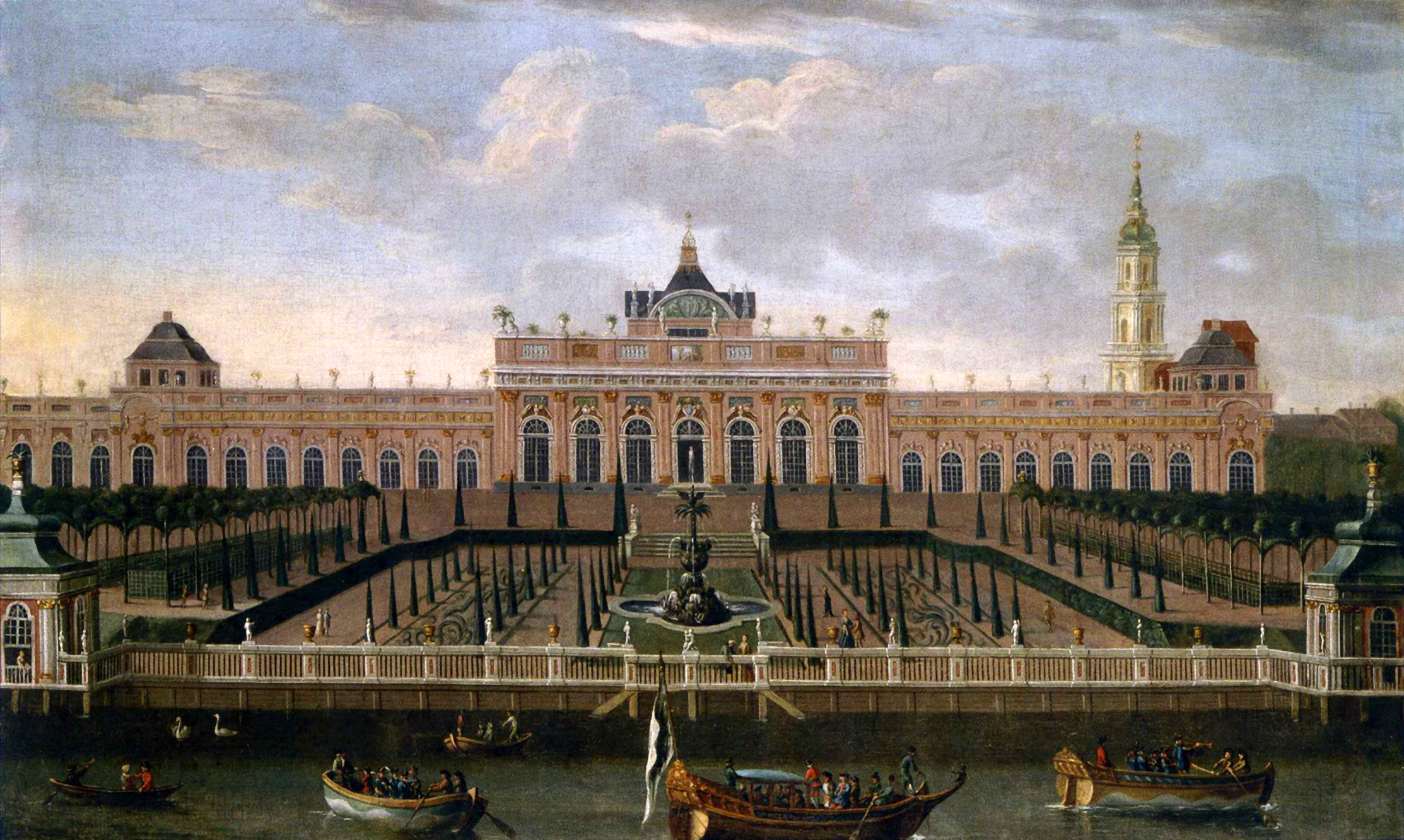
Schloss Monbijou, um 1739/40

Die im Schloss Monbijou liegende, neue Bildwirkerei-Manufaktur von Mercier und Barraband hatte nicht nur mit den beiden führenden Köpfen exzellente Fachleute, sondern verfügte unter den französischen Réfugiers über eine Reihe weiterer Spezialisten. Die Manufaktur stellte Bildteppiche mit Gold, Silber, Seide und Wolle her, die zur Ausschmückung der kurfürstlichen und später königlichen Residenzen dienten.
Neben seiner Tätigkeit als Partner Pierre I Merciers betrieb Barraband noch eine weitere Bildwirkerei auf eigenes Konto. Zu den Werken aus der Manufaktur, die besonders bekannt wurden, zählt die Serie von sechs Bildwirkereien nach Entwürfen des Hofmalers Rutger von Langerfeld, die die Französische Kolonie dem Kurfürsten Friedrich III. zur Verherrlichung der Kriegstaten seines Vaters (des Großen Kurfürsten), des Schutzherren der Kolonie, schenkte. Die Teppiche erschienen im Jahre 1693. Die Manufaktur hatte sich im Laufe der Zeit die Funktion einer königlichen Manufaktur des kunstliebenden Regenten Friedrich erworben.
Nach dem Tod von Jean I Barraband im Jahr 1709 übernahm dessen Sohn Jean II Barraband die Teppichwirkerei des Vaters. Er wurde auch Partner von Pierre Mercier in der königlichen Manufaktur, die er kräftig ausbaute.